# Гербах
Гербах (њем. Gerbach) општина је у њемачкој савезној држави Рајна-Палатинат. Једно је од 81 општинског средишта округа Донерсберг. Према процјени из 2010. у општини је живјело 600 становника. Посједује регионалну шифру (AGS) 7333025.

## Географски и демографски подаци
Гербах се налази у савезној држави Рајна-Палатинат у округу Донерсберг. Општина се налази на надморској висини од 257 метара. Површина општине износи 7,3 km². У самом мјесту је, према процјени из 2010. године, живјело 600 становника. Просјечна густина становништва износи 82 становника/km².